# Claudio Bravo
Claudio Andrés Bravo Muñoz (* 13. dubna 1983 Buin) je bývalý chilský profesionální fotbalový brankář. Účastník Mistrovství světa 2010 v Jihoafrické republice a Mistrovství světa 2014 v Brazílii.
Společně s hráči jako jsou Arturo Vidal anebo Alexis Sánchez patří ke „zlaté generaci“ chilského fotbalu, která získala dva triumfy na turnaji Copa América v letech 2015 a 2016.

## Klubová kariéra
Claudio Bravo působil v Chile v klubu Colo-Colo, v jehož dresu debutoval v profesionálním fotbale. V červenci 2006 odešel do Evropy, kde podepsal pětiletý kontrakt se španělským klubem Real Sociedad. S Realem se stal v sezoně 2009/10 vítězem Segunda División a vyválčil tak postup do elitní španělské ligy Primera División. V dresu Realu Sociedad vstřelil dokonce gól v Segunda División z přímého kopu.
V průběhu MS 2014 v Brazílii vyšlo najevo, že jej koupila FC Barcelona jako náhradu za gólmana Víctora Valdése, který odešel po sezoně 2013/14. Bravo se měl stát brankářskou jedničkou, ale Barcelona angažovala ještě nadějného Němce Marc-André ter Stegena.
V srpnu 2016 přestoupil z Barcelony do anglického mužstva Manchester City FC, které převzal před sezónou 2016/17 Pep Guardiola. Ten jej upřednostnil před anglickým brankářem Joe Hartem. Bravo podepsal čtyřletý kontrakt.
V listopadu roku 2019 se dostal na hřiště v průběhu zápasu Ligy mistrů s italskou Atalantou, poté co se zranila brankářská jednička Ederson. Bravo se stal prvním brankářem v této soutěži, který nebyl v bráně od začátku zápasu a byl vyloučen. Zápas za něj dochytal obránce Kyle Walker, Manchester City remizoval 1:1.

## Reprezentační kariéra
Reprezentoval Chile v mládežnických kategoriích.
V A-mužstvu Chile debutoval v roce 2004. Zúčastnil se Mistrovství světa 2010 v Jihoafrické republice a Mistrovství světa 2014 v Brazílii. Na obou turnajích byl kapitánem týmu. Na MS 2014 chilský národní tým vypadl po vyrovnané bitvě v osmifinále s Brazílií v penaltovém rozstřelu.
S chilskou reprezentací vyhrál jihoamerické mistrovství Copa América 2015, což znamenalo historicky první titul v této soutěži pro Chile. V roce 2016 titul s chilským týmem obhájil.

## Styl hry
Bravo je autoritativním přítomným v brance a je známý pro svou obratnost, klid a schopnost zastavit střely, stejně jako za své reflexy a koncentraci. Je také vysoko hodnocený pro svou kontrolu, rozdávání míče a dovednosti s míčem u nohou. Díky své rychlosti, kdy vybíhá z branky, aby předvídal soupeře, kteří překonali ofsajdovou past, byl označen jako "sweeper-keeper". Byl také označen jako "playmaking brankář" díky své schopnosti hrát míč zezadu nebo spouštět útoky z rozehrání z branky. Za své vedení a mentální sílu si také vysloužil uznání médií. Navíc je známý svou schopností chytat pokutové kopy. Bravo byl v době svého nejlepšího výkonu považován několika osobnostmi ve světě fotbalu za jednoho z nejlepších brankářů na světě; avšak v první sezóně v Manchesteru City ztratil formu, což vedlo k tomu, že v další sezóně přišel o místo v základní sestavě.

## Statistiky

### Klubové
K zápasu odehranému 28. června 2020
| Klub            | Sezóna  | Liga             | Liga   | Liga | Národní pohár | Národní pohár | Ligový pohár | Ligový pohár | Kontinentální poháry | Kontinentální poháry | Ostatní | Ostatní | Celkem | Celkem |
| Klub            | Sezóna  | Liga             | Zápasy | Góly | Zápasy        | Góly          | Zápasy       | Góly         | Zápasy               | Góly                 | Zápasy  | Góly    | Zápasy | Góly   |
| --------------- | ------- | ---------------- | ------ | ---- | ------------- | ------------- | ------------ | ------------ | -------------------- | -------------------- | ------- | ------- | ------ | ------ |
| Colo-Colo       | 2003    | Primera División | 25     | 0    | —             | —             | —            | —            | 1                    | 0                    | —       | —       | 26     | 0      |
| Colo-Colo       | 2004    | Primera División | 40     | 0    | —             | —             | —            | —            | 5                    | 0                    | —       | —       | 45     | 0      |
| Colo-Colo       | 2005    | Primera División | 39     | 0    | —             | —             | —            | —            | 2                    | 0                    | —       | —       | 41     | 0      |
| Colo-Colo       | 2006    | Primera División | 19     | 0    | —             | —             | —            | —            | 2                    | 0                    | —       | —       | 21     | 0      |
| Colo-Colo       | Celkem  | Celkem           | 123    | 0    | —             | —             | —            | —            | 10                   | 0                    | —       | —       | 133    | 0      |
| Real Sociedad   | 2006/07 | La Liga          | 29     | 0    | 1             | 0             | —            | —            | —                    | —                    | —       | —       | 30     | 0      |
| Real Sociedad   | 2007/08 | Segunda División | 0      | 0    | 0             | 0             | —            | —            | —                    | —                    | —       | —       | 0      | 0      |
| Real Sociedad   | 2008/09 | Segunda División | 32     | 0    | 0             | 0             | —            | —            | —                    | —                    | —       | —       | 32     | 0      |
| Real Sociedad   | 2009/10 | Segunda División | 25     | 1    | 0             | 0             | —            | —            | —                    | —                    | —       | —       | 25     | 1      |
| Real Sociedad   | 2010/11 | La Liga          | 38     | 0    | 0             | 0             | —            | —            | —                    | —                    | —       | —       | 38     | 0      |
| Real Sociedad   | 2011/12 | La Liga          | 37     | 0    | 0             | 0             | —            | —            | —                    | —                    | —       | —       | 37     | 0      |
| Real Sociedad   | 2012/13 | La Liga          | 31     | 0    | 0             | 0             | —            | —            | —                    | —                    | —       | —       | 31     | 0      |
| Real Sociedad   | 2013/14 | La Liga          | 37     | 0    | 0             | 0             | —            | —            | 7                    | 0                    | —       | —       | 44     | 0      |
| Real Sociedad   | Celkem  | Celkem           | 229    | 1    | 1             | 0             | —            | —            | 7                    | 0                    | —       | —       | 237    | 1      |
| Barcelona       | 2014/15 | La Liga          | 37     | 0    | 0             | 0             | —            | —            | 0                    | 0                    | —       | —       | 37     | 0      |
| Barcelona       | 2015/16 | La Liga          | 32     | 0    | 0             | 0             | —            | —            | 0                    | 0                    | 3       | 0       | 35     | 0      |
| Barcelona       | 2016/17 | La Liga          | 1      | 0    | 0             | 0             | —            | —            | 0                    | 0                    | 2       | 0       | 3      | 0      |
| Barcelona       | Celkem  | Celkem           | 70     | 0    | 0             | 0             | —            | —            | 0                    | 0                    | 5       | 0       | 75     | 0      |
| Manchester City | 2016/17 | Premier League   | 22     | 0    | 4             | 0             | 0            | 0            | 4                    | 0                    | —       | —       | 30     | 0      |
| Manchester City | 2017/18 | Premier League   | 3      | 0    | 3             | 0             | 6            | 0            | 1                    | 0                    | —       | —       | 13     | 0      |
| Manchester City | 2018/19 | Premier League   | 0      | 0    | 0             | 0             | 0            | 0            | 0                    | 0                    | 1       | 0       | 1      | 0      |
| Manchester City | 2019/20 | Premier League   | 4      | 0    | 4             | 0             | 6            | 0            | 2                    | 0                    | 1       | 0       | 17     | 0      |
| Manchester City | Celkem  | Celkem           | 29     | 0    | 11            | 0             | 12           | 0            | 7                    | 0                    | 2       | 0       | 61     | 0      |
| Real Betis      | 2020/21 | La Liga          | 0      | 0    | 0             | 0             | —            | —            | —                    | —                    | —       | —       | 0      | 0      |
| Celkem          | Celkem  | Celkem           | 451    | 1    | 12            | 0             | 12           | 0            | 24                   | 0                    | 7       | 0       | 506    | 1      |

### Reprezentační

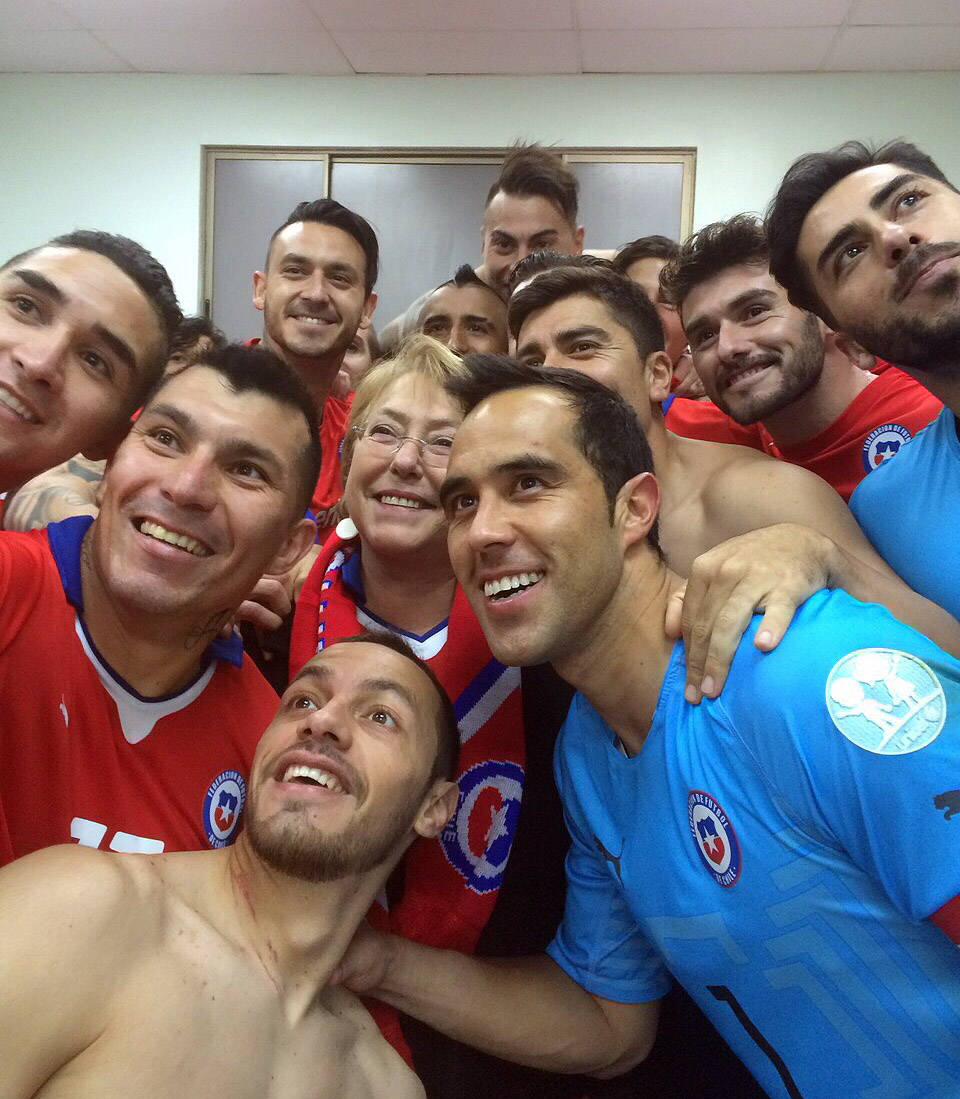
Bravo (vpředu, v modré), se zbytkem chilského týmu a prezidentkou Michelle Bacheletovou, před zahájením Copy América v roce 2015

K zápasu odehranému 15. října 2019
| Chile  | Chile  | Chile |
| Rok    | Zápasy | Góly  |
| ------ | ------ | ----- |
| 2004   | 1      | 0     |
| 2005   | 3      | 0     |
| 2006   | 5      | 0     |
| 2007   | 12     | 0     |
| 2008   | 10     | 0     |
| 2009   | 9      | 0     |
| 2010   | 8      | 0     |
| 2011   | 14     | 0     |
| 2012   | 4      | 0     |
| 2013   | 12     | 0     |
| 2014   | 9      | 0     |
| 2015   | 12     | 0     |
| 2016   | 11     | 0     |
| 2017   | 9      | 0     |
| 2018   | 0      | 0     |
| 2019   | 4      | 0     |
| Celkem | 123    | 0     |